# Saint-Pierre-Canivet
Pour les articles homonymes, voir Saint-Pierre et Canivet.
Saint-Pierre-Canivet est une commune française, située dans le département du Calvados en région Normandie, peuplée de 461 habitants (les Canivetois).

## Géographie
La commune est située à cheval sur la plaine de Falaise et la ligne de crête des bois du Roi et de la Tour, entre Soulangy et Aubigny. Son bourg est situé à 3 km au nord de Falaise et 30 km de Caen. Son altitude moyenne est d'environ 150 m.
| Villers-Canivet | Soulangy             | Epaney       |
| Villers-Canivet | Saint-Pierre-Canivet | Versainville |
| Noron-l'Abbaye  | Aubigny              | Aubigny      |

### Hydrographie
La commune est située dans le bassin Seine-Normandie. Elle est drainée par le ruisseau du Cassis, le ruisseau de Manque-Souris, le fossé 02 du Bois de la Tour et un autre petit cours d'eau,.

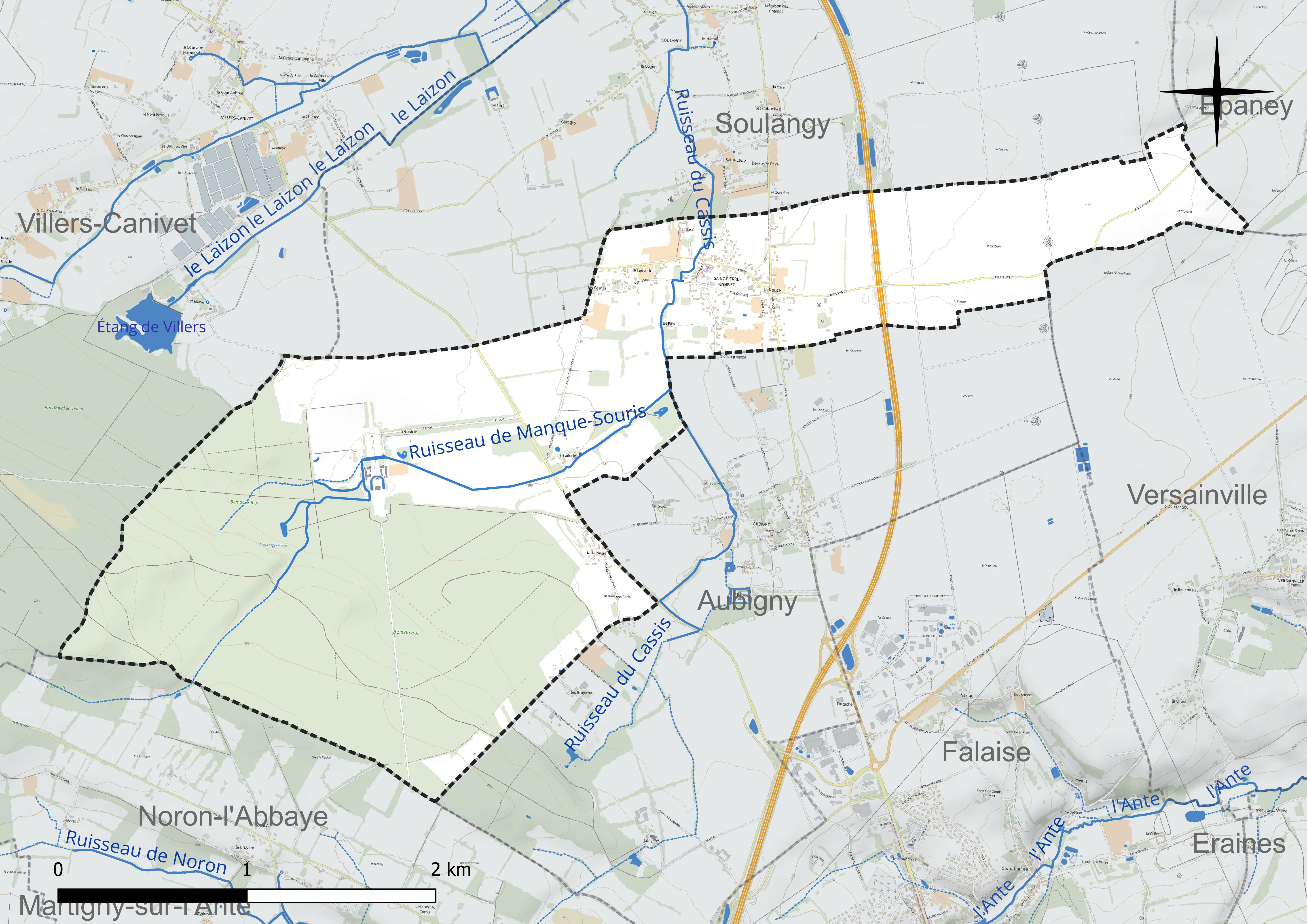
Réseau hydrographique de Saint-Pierre-Canivet.

### Climat
Pour des articles plus généraux, voir Climat de la Normandie et Climat du Calvados.
En 2010, le climat de la commune est de type climat océanique altéré, selon une étude du CNRS s'appuyant sur une série de données couvrant la période 1971-2000. En 2020, Météo-France publie une typologie des climats de la France métropolitaine dans laquelle la commune est exposée à un climat océanique et est dans la région climatique  Normandie (Cotentin, Orne), caractérisée par une pluviométrie relativement élevée (850 mm/a) et un été frais (15,5 °C) et venté. Parallèlement le GIEC normand, un groupe régional d'experts sur le climat, différencie quant à lui, dans une étude de 2020, trois grands types de climats pour la région Normandie, nuancés à une échelle plus fine par les facteurs géographiques locaux. La commune est, selon ce zonage, exposée à un « climat contrasté des collines », correspondant au Bocage normand, bien arrosé, voire très arrosé sur les reliefs les plus exposés au flux d'ouest, et frais en raison de l'altitude.
Pour la période 1971-2000, la température annuelle moyenne est de 10,2 °C, avec  une amplitude thermique annuelle de 12,8 °C. Le cumul annuel moyen de précipitations est de 756 mm, avec 12,1 jours de précipitations en janvier et 7,6 jours en juillet. Pour la période 1991-2020, la température moyenne annuelle observée sur la station météorologique la plus proche, située sur la commune de Damblainville à 8 km à vol d'oiseau, est de 11,6 °C et le cumul annuel moyen de précipitations est de 716,8 mm,. Pour l'avenir, les paramètres climatiques de la commune estimés pour 2050 selon différents scénarios d'émission de gaz à effet de serre sont consultables sur un site dédié publié par Météo-France en novembre 2022.

## Urbanisme

### Typologie
Au 1er janvier 2024, Saint-Pierre-Canivet est catégorisée commune rurale à habitat dispersé, selon la nouvelle grille communale de densité à 7 niveaux définie par l'Insee en 2022.
Elle est située hors unité urbaine. Par ailleurs la commune fait partie de l'aire d'attraction de Caen, dont elle est une commune de la couronne,. Cette aire, qui regroupe 296 communes, est catégorisée dans les aires de 200 000 à moins de 700 000 habitants,.

### Occupation des sols
L'occupation des sols de la commune, telle qu'elle ressort de la base de données européenne d'occupation biophysique des sols Corine Land Cover (CLC), est marquée par l'importance des territoires agricoles (50,5 % en 2018), en diminution par rapport à 1990 (51,7 %). La répartition détaillée en 2018 est la suivante : 
forêts (43,7 %), terres arables (31,5 %), prairies (17,2 %), zones urbanisées (5,7 %), zones agricoles hétérogènes (1,8 %). L'évolution de l'occupation des sols de la commune et de ses infrastructures peut être observée sur les différentes représentations cartographiques du territoire : la carte de Cassini (XVIIIe siècle), la carte d'état-major (1820-1866) et les cartes ou photos aériennes de l'IGN pour la période actuelle (1950 à aujourd'hui).

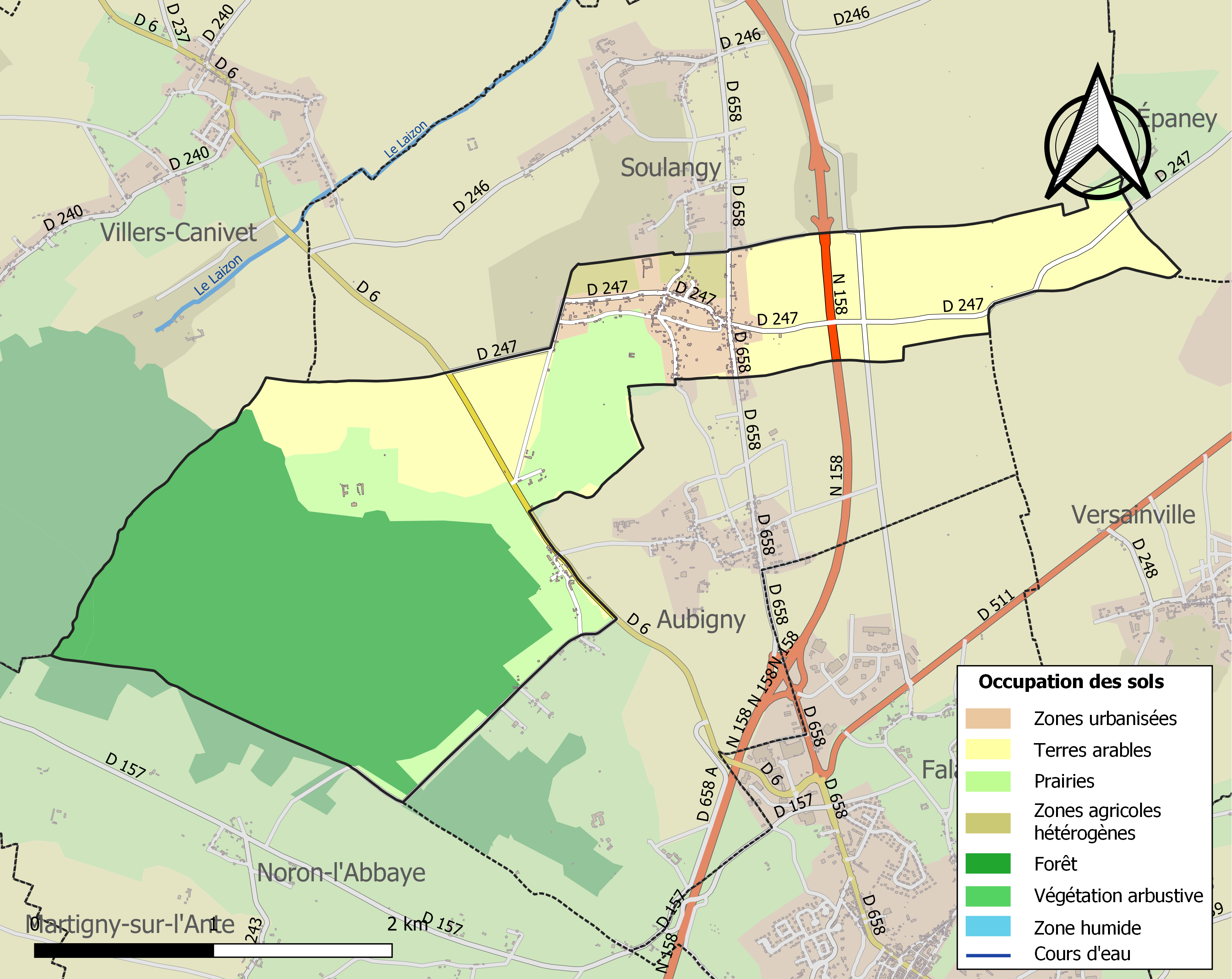
Carte des infrastructures et de l'occupation des sols de la commune en 2018 (CLC).

## Toponymie
Le nom de la localité est attesté sous les formes Sanctus Petrus de Canivet vers 1335, Saint-Pierre-Canivet en 1801.
L'hagiotoponyme fait référence à saint Pierre, premier évêque de Rome.
Pour Canivet, voir Toponymie de Villers-Canivet.

## Histoire
Au cœur des bois de la Tour, au lieu-dit l'Île d'Amour, on trouve trace des vestiges d'une motte féodale qui était le premier château seigneurial de la Tour. Il fut notamment occupé par Ravent de Séran. Cet emplacement fut abandonné et transformé en un petit écrin dénommé localement la Fontaine Bouillante. C'est à cet endroit que se réunissaient au XVIIIe siècle des grands esprits tel le poète Marmontel.

## Politique et administration
| Période                                  | Période  | Identité             | Étiquette | Qualité                                                  |
| ---------------------------------------- | -------- | -------------------- | --------- | -------------------------------------------------------- |
| ?                                        | ?        | Alain de La Moussaye | DVD-RPR   | Conseiller général du canton de Falaise-Nord (1973-1998) |
| 1995                                     | En cours | Jean-Pierre Goupil   | SE        | Cadre PSA                                                |
| Les données manquantes sont à compléter. |          |                      |           |                                                          |

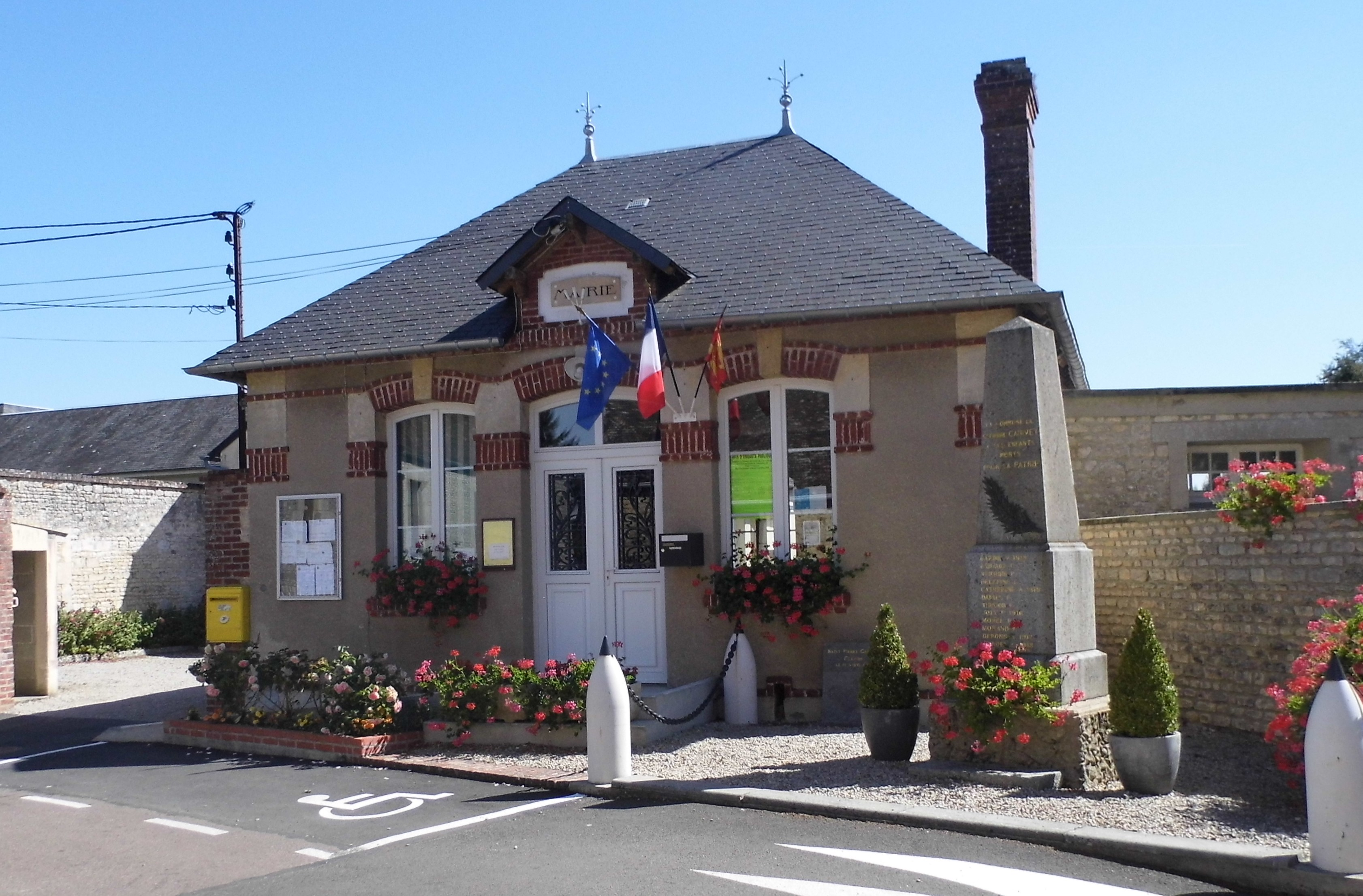
La mairie.

Le conseil municipal est composé de onze membres dont le maire et deux adjoints.

### Enseignement
La commune fait partie d'un regroupement pédagogique intercommunal (RPI) en association avec les communes voisines de Soulangy et Aubigny.

## Démographie
L'évolution du nombre d'habitants est connue à travers les recensements de la population effectués dans la commune depuis 1793. Pour les communes de moins de 10 000 habitants, une enquête de recensement portant sur toute la population est réalisée tous les cinq ans, les populations de référence des années intermédiaires étant quant à elles estimées par interpolation ou extrapolation. Pour la commune, le premier recensement exhaustif entrant dans le cadre du nouveau dispositif a été réalisé en 2005.
En 2022, la commune comptait 461 habitants, en évolution de +14,96 % par rapport à 2016 (Calvados : +1,58 %, France hors Mayotte : +2,11 %).
| 1793 | 1800 | 1806 | 1821 | 1831 | 1836 | 1841 | 1846 | 1851 |
| ---- | ---- | ---- | ---- | ---- | ---- | ---- | ---- | ---- |
| 267  | 254  | 298  | 276  | 300  | 344  | 344  | 371  | 392  |

| 1856 | 1861 | 1866 | 1872 | 1876 | 1881 | 1886 | 1891 | 1896 |
| ---- | ---- | ---- | ---- | ---- | ---- | ---- | ---- | ---- |
| 409  | 442  | 422  | 400  | 392  | 376  | 332  | 332  | 320  |

| 1901 | 1906 | 1911 | 1921 | 1926 | 1931 | 1936 | 1946 | 1954 |
| ---- | ---- | ---- | ---- | ---- | ---- | ---- | ---- | ---- |
| 273  | 298  | 309  | 315  | 258  | 237  | 243  | 323  | 334  |

| 1962 | 1968 | 1975 | 1982 | 1990 | 1999 | 2005 | 2006 | 2010 |
| ---- | ---- | ---- | ---- | ---- | ---- | ---- | ---- | ---- |
| 303  | 334  | 281  | 338  | 381  | 342  | 350  | 361  | 377  |

| 2015 | 2020 | 2022 | - | - | - | - | - | - |
| ---- | ---- | ---- | - | - | - | - | - | - |
| 406  | 459  | 461  | - | - | - | - | - | - |

## Économie
Outre les tuileries, dont le nom d'un hameau évoque ll'existence passée, de nombreuses carrières souterraines exploitaient activement la partie supérieures de la formation du calcaire de Caen, pierre de taille de qualité appelée localement pierre d'Aubigny. Cette pierre fut utilisée pour la fabrication des dalles de l'ancien tribunal de Caen, et pour la construction des monuments de la ville de Falaise. Par manque de localisations précises des anciennes carrières, l'urbanisation actuelle du secteur se trouve ralentie.

## Culture locale et patrimoine

### Lieux et monuments

#### Château de la Tour

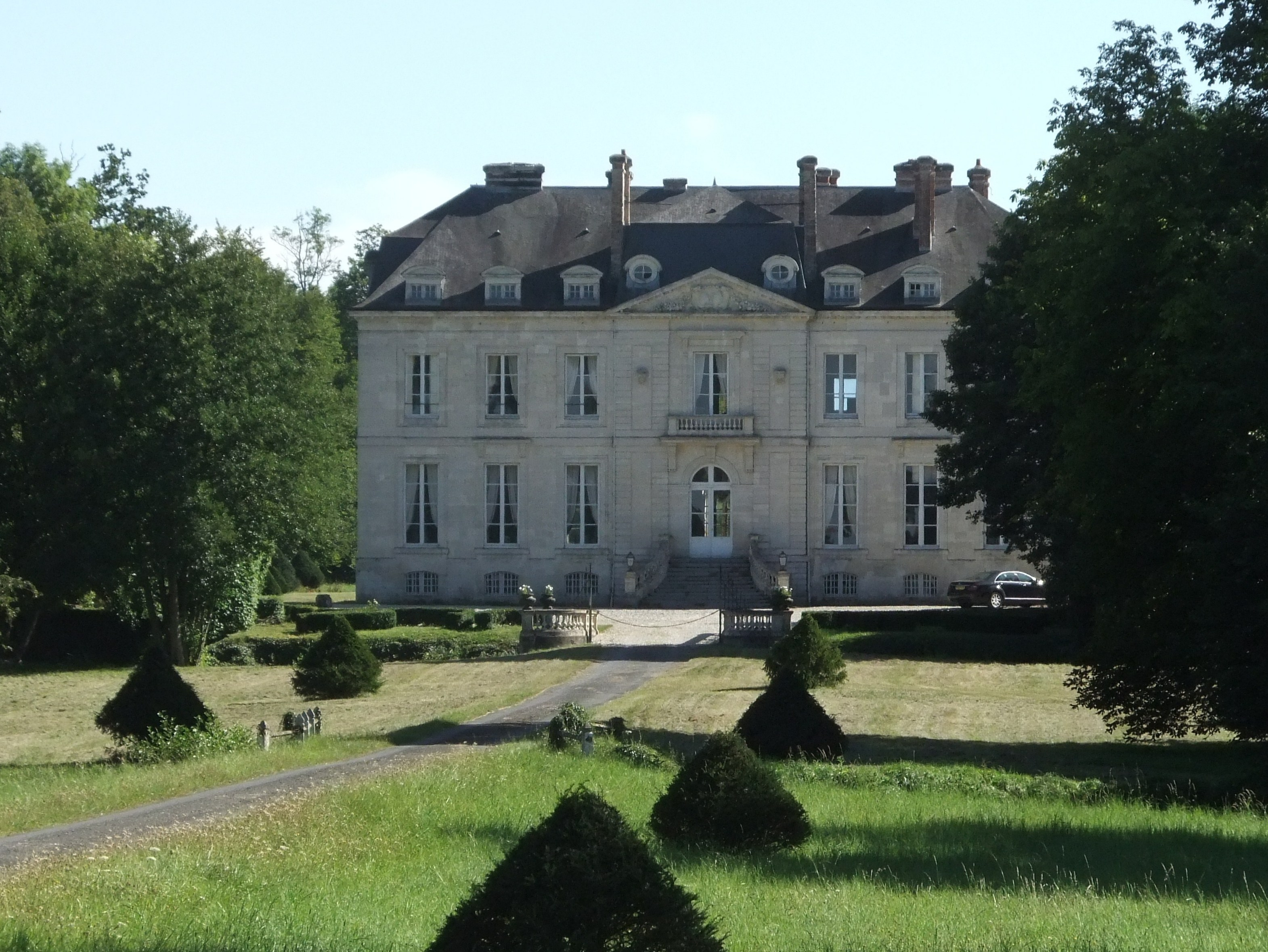
Le château de la Tour.

Le château de la Tour, datant du XVIIIe siècle, est inscrit au titre des monuments historiques depuis 1967.
De nos jours le domaine de la Tour est une propriété privée offrant gites, chambres d'hôtes et locations de salles pour réceptions et séminaires.

#### Bois du Roi
En partie attaché au domaine de la Tour, le bois du Roi recouvre près de 40 % de la surface de la commune. Un réseau d'innombrables sentiers parcourt le bois.

#### Église Saint-Pierre
L'église Saint-Pierre renferme les pierres tombales de la famille de Séran. C'est en 1444 que cette famille entra en possession de ce fief qui lui fut accordé par Henri VI avec lequel elle était revenue d'Angleterre.

#### Lavoir
Ancien lavoir, alimenté par le ruisseau du Cassis.

#### Motte de l'Isle-d'Amour
Motte féodale dans le bois du Château de la Tour. Le tertre, flanqué au nord d'une basse-cour, a un plan rectangulaire de 20 × 30 m et est entouré de fossés de 8 à 10 m de large.

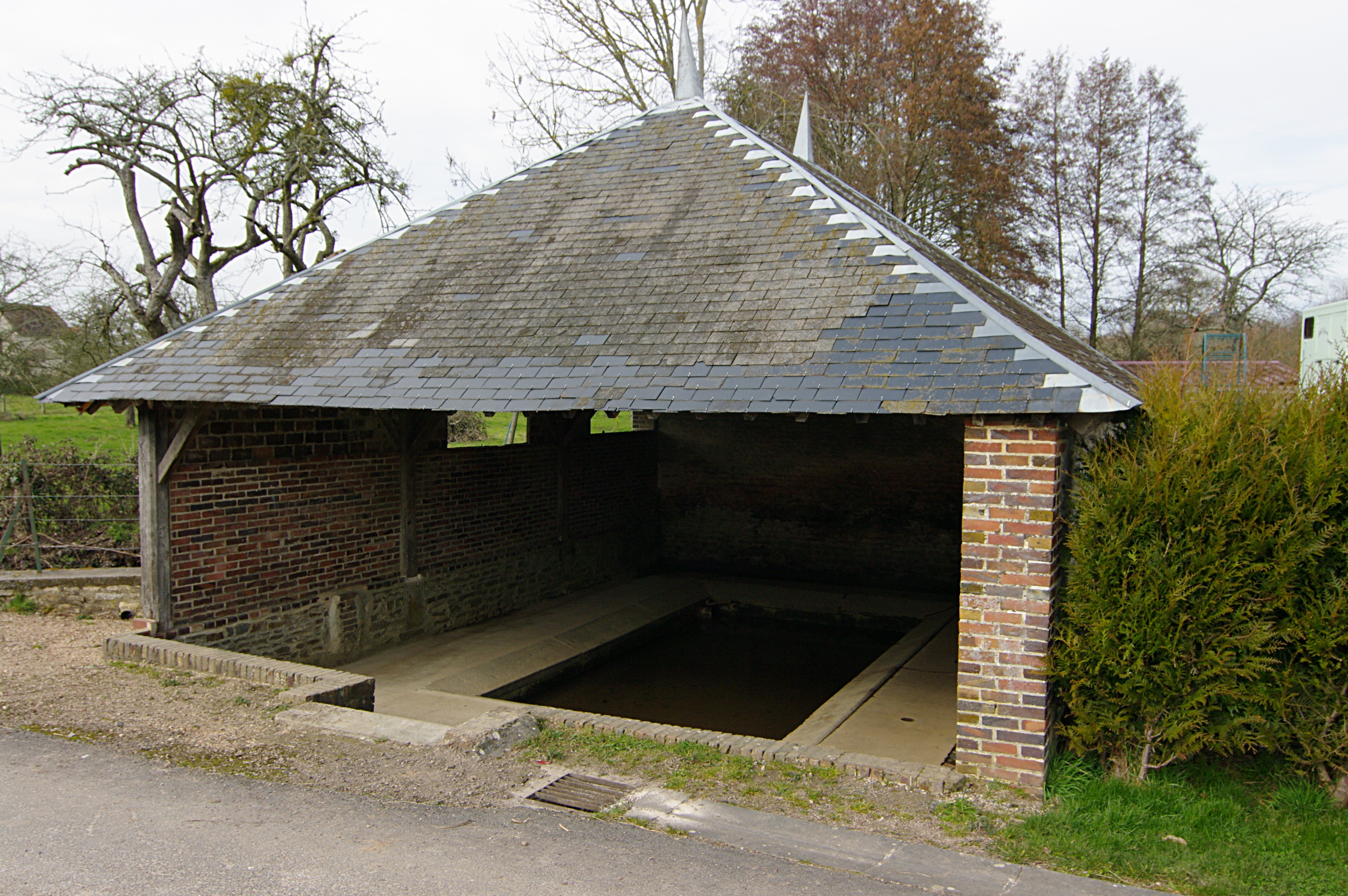
Le lavoir.
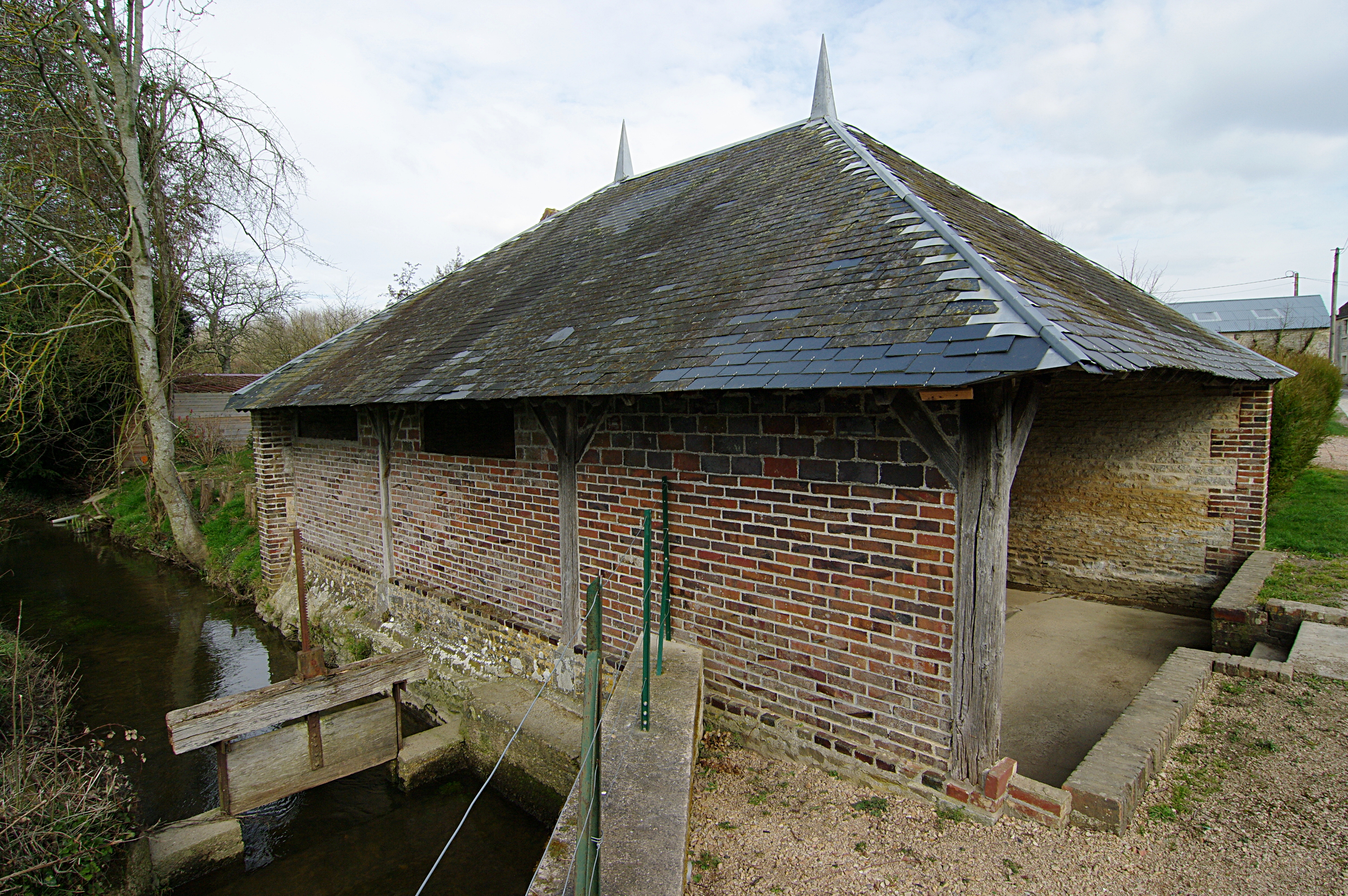
Le lavoir et son ruisseau dit « du Cassis ».
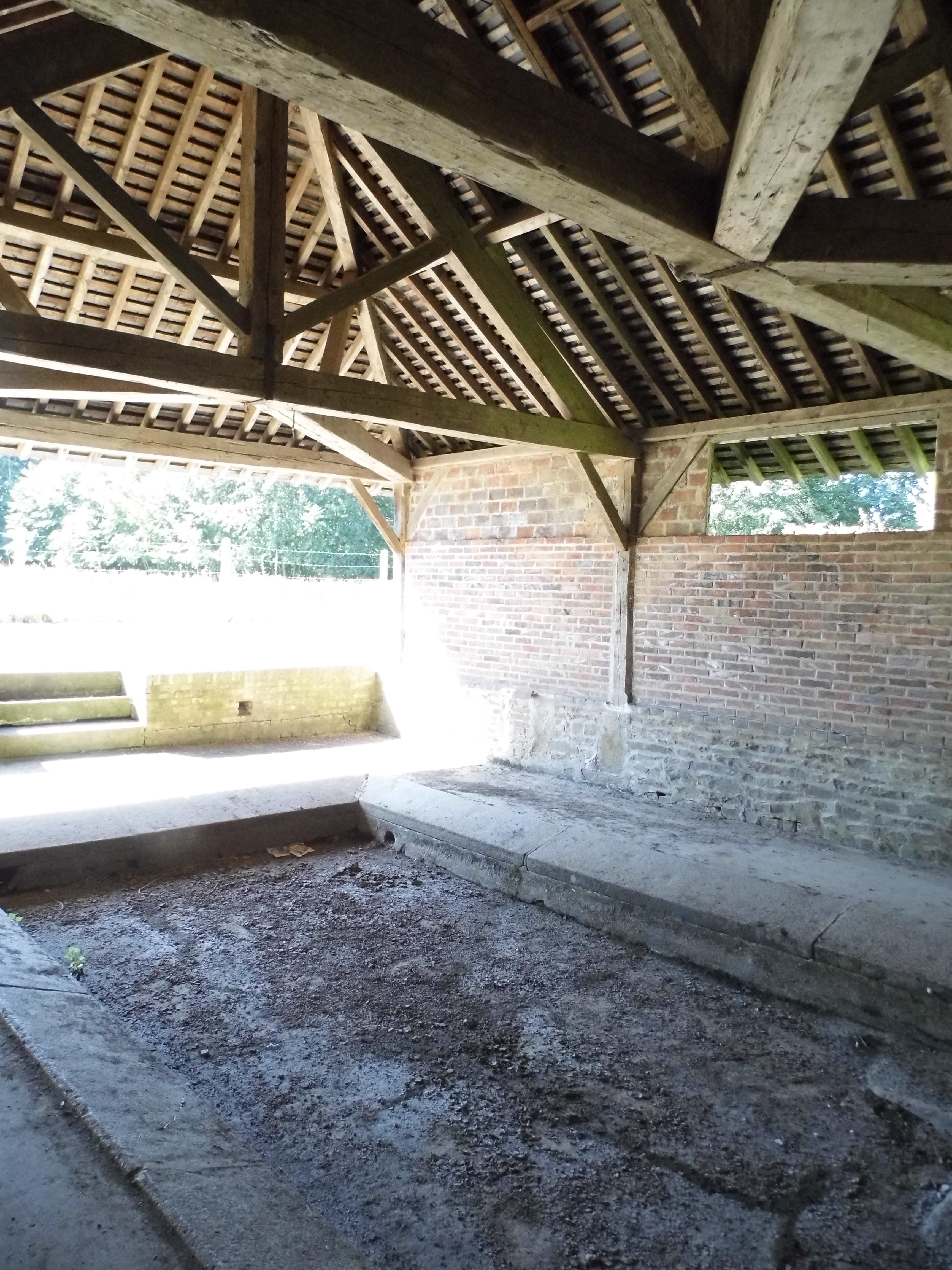
Le lavoir à sec (été 2016).

### Sites protégés
Une des anciennes carrières souterraines de la commune a trouvé une reconversion en devenant un site d'hibernation remarquable pour plusieurs espèces de chauves-souris. C'est même le deuxième site d'hivernage de Normandie pour le Murin à oreilles échancrées. Afin de préserver de façon durable le site, son accès est interdit. Depuis 2015, la carrière est un site du Réseau européen Natura 2000. Elle s'étend sur les communes d'Aubigny et de  Saint-Pierre-Canivet.

## Héraldique
| Blason de Saint-Pierre-Canivet | Blason  | Gironné de sinople et d'argent, à l'écusson de gueules en abîme chargé d'un pommier d'or fruité du champ, au comble brochant de gueules chargé d'un léopard d'or. |
| Blason de Saint-Pierre-Canivet | Détails | Le léopard d'or sur champ de gueules rappelle les armes de la Normandie. Adopté le 5 novembre 1998.                                                               |